# سلفينا شليزنجر
سلفينا شليزنجر (بالإسبانية: Silvina Schlesinger)‏ مواليد 28 مارس 1985، هي لاعبة كرة يد أرجنتينية تلعب كحارس مرمى. تلعب حاليا مع كيلمس. مثلت منتخب الأرجنتين لكرة اليد للسيدات.

## سجل المنافسة
شاركت في البطولات التالية:
- بطولة العالم لكرة اليد للسيدات 2011
- بطولة العالم لكرة اليد للسيدات 2015